# Michèle Glatthard
Michèle Glatthard, pseudonym för Michèle Sandra Maurer, född 19 oktober 1979 i Meiringen, Schweiz, är en svensk författare. Sedan år 2000 är hon bosatt i Sverige, numera i Morgongåva.
Michèle Glatthard debuterade 2014 med den sagobetonade historiska romanen Bärnstenar i vattnet. Den gavs då ut av Mörkersdottir förlag. År 2017 kom den i nyutgåva på Ebes förlag, där även uppföljaren Trollsländor är utgiven. Den tredje och sista delen Ishavet släpptes 2019.
Båda böckerna ingår i serien Lövjekarlens vandringar, som utspelar sig i svenskt 1600-tal.